# Stará Voda (okres Cheb)
Stará Voda (německy Altwasser) je obec, která se nachází v okrese Cheb v Karlovarském kraji. Žije zde 510 obyvatel.

## Historie
První písemná zmínka o obci pochází z roku 1380.

## Obyvatelstvo
Při sčítání lidu v roce 1921 zde žilo 764 obyvatel, z nichž byli tři Čechoslováci, 752 obyvatel německé národnosti a devět cizozemců. K římskokatolické církvi se hlásilo 762 obyvatel, k evangelické jeden, jeden byl bez vyznání.
| Rok            | 1869 | 1880 | 1890 | 1900 | 1910 | 1921 | 1930 | 1950 | 1961 | 1970 | 1980 | 1991 | 2001 | 2011 |
| -------------- | ---- | ---- | ---- | ---- | ---- | ---- | ---- | ---- | ---- | ---- | ---- | ---- | ---- | ---- |
| Počet obyvatel | 696  | 800  | 749  | 771  | 784  | 764  | 757  | 350  | 382  | 317  | 314  | 306  | 365  | 345  |
| Počet domů     | 106  | 120  | 122  | 130  | 139  | 145  | 155  | 117  | 128  | 77   | 76   | 83   | 88   | 95   |

| Rok            | 1869  | 1880  | 1890  | 1900  | 1910  | 1921  | 1930  | 1950 | 1961 | 1970 | 1980 | 1991 | 2001 | 2011 |
| -------------- | ----- | ----- | ----- | ----- | ----- | ----- | ----- | ---- | ---- | ---- | ---- | ---- | ---- | ---- |
| Počet obyvatel | 2 564 | 2 683 | 2 458 | 2 404 | 2 387 | 2 382 | 2 293 | 671  | 637  | 504  | 397  | 350  | 444  | 458  |
| Počet domů     | 359   | 382   | 384   | 404   | 429   | 439   | 468   | 296  | 128  | 124  | 105  | 111  | 125  | 141  |

## Pamětihodnosti
- Kaple svaté Anny

## Části obce
- Stará Voda (k. ú. Stará Voda u Mariánských Lázní a Jedlová u Staré Vody – dříve obec Tannaweg[6])
- Sekerské Chalupy (k. ú. Stará Voda u Mariánských Lázní)
- Vysoká (k. ú. Vysoká u Staré Vody, Háj u Staré Vody, Nové Mohelno a Slatina u Staré Vody)